# Észak-Korea a 2024. évi nyári olimpiai játékokon
Észak-Korea a franciaországi Párizsban megrendezett 2024. évi nyári olimpiai játékok egyik részt vevő nemzete. Az országot az olimpián 7 sportágban 16 sportoló képviseli.

## Érmesek
| Érem | Versenyző | Sportág | Versenyszám |
| ---- | --------- | ------- | ----------- |

## Asztalitenisz
Női
| Versenyző                         | Versenyszám | Selejtező         | 64-es főtábla            | 48-as főtábla     | 32-es főtábla     | Nyolcaddöntő      | Negyeddöntő       | Elődöntő          | Döntő             | Helyezés |
| Versenyző                         | Versenyszám | Ellenfél Eredmény | Ellenfél Eredmény        | Ellenfél Eredmény | Ellenfél Eredmény | Ellenfél Eredmény | Ellenfél Eredmény | Ellenfél Eredmény | Ellenfél Eredmény | Helyezés |
| --------------------------------- | ----------- | ----------------- | ------------------------ | ----------------- | ----------------- | ----------------- | ----------------- | ----------------- | ----------------- | -------- |
| Pjon Szonggjong (Pyon Song-gyong) | Egyes       | N/A               | Tou (Dou) (HKG) · Gy 4–1 |                   |                   |                   |                   |                   |                   |          |

Vegyes
| Versenyző                                             | Versenyszám  | Nyolcaddöntő                           | Negyeddöntő                     | Elődöntő          | Döntő             | Helyezés |
| Versenyző                                             | Versenyszám  | Ellenfél Eredmény                      | Ellenfél Eredmény               | Ellenfél Eredmény | Ellenfél Eredmény | Helyezés |
| ----------------------------------------------------- | ------------ | -------------------------------------- | ------------------------------- | ----------------- | ----------------- | -------- |
| Ri Dzsongsik (Ri Jong-sik) Kim Gumjong (Kim Kum-yong) | Vegyes páros | Harimoto (JPN) · Hajata (JPN) · Gy 4–1 | Karlsson (SWE) · Källberg (SWE) |                   |                   |          |

## Atlétika
Férfi
| Versenyző                  | Versenyszám | Idő | Helyezés |
| -------------------------- | ----------- | --- | -------- |
| Han Illjong (Han Il-ryong) | Maraton     |     |          |

## Birkózás
Férfi
Kötöttfogású
| Versenyző             | Versenyszám | Nyolcaddöntő      | Negyeddöntő       | Elődöntő          | Vigaszág elődöntő | Bronz- mérkőzés   | Döntő             | Helyezés |
| Versenyző             | Versenyszám | Ellenfél Eredmény | Ellenfél Eredmény | Ellenfél Eredmény | Ellenfél Eredmény | Ellenfél Eredmény | Ellenfél Eredmény | Helyezés |
| --------------------- | ----------- | ----------------- | ----------------- | ----------------- | ----------------- | ----------------- | ----------------- | -------- |
| Ri Szeung (Ri Se-ung) | 60 kg       |                   |                   |                   |                   |                   |                   |          |

Női
Szabadfogású
| Versenyző                      | Versenyszám | Nyolcaddöntő      | Negyeddöntő       | Elődöntő          | Vigaszág elődöntő | Bronz- mérkőzés   | Döntő             | Helyezés |
| Versenyző                      | Versenyszám | Ellenfél Eredmény | Ellenfél Eredmény | Ellenfél Eredmény | Ellenfél Eredmény | Ellenfél Eredmény | Ellenfél Eredmény | Helyezés |
| ------------------------------ | ----------- | ----------------- | ----------------- | ----------------- | ----------------- | ----------------- | ----------------- | -------- |
| Kim Szonhjang (Kim Son-hyang)  | 50 kg       |                   |                   |                   |                   |                   |                   |          |
| Cshö Hjogjong (Choe Hyo-gyong) | 53 kg       |                   |                   |                   |                   |                   |                   |          |
| Mun Hjongjong (Mun Hyon-gyong) | 62 kg       |                   |                   |                   |                   |                   |                   |          |
| Pak Szolgum (Pak Sol-gum)      | 68 kg       |                   |                   |                   |                   |                   |                   |          |

## Cselgáncs
Női
| Versenyző                  | Versenyszám | 32-es főtábla     | Nyolcaddöntő      | Negyeddöntő       | Elődöntő          | Vigaszág elődöntő | Bronz- mérkőzés   | Döntő             | Helyezés |
| Versenyző                  | Versenyszám | Ellenfél Eredmény | Ellenfél Eredmény | Ellenfél Eredmény | Ellenfél Eredmény | Ellenfél Eredmény | Ellenfél Eredmény | Ellenfél Eredmény | Helyezés |
| -------------------------- | ----------- | ----------------- | ----------------- | ----------------- | ----------------- | ----------------- | ----------------- | ----------------- | -------- |
| Mun Szonghi (Mun Song-hui) | Középsúly   | 0                 |                   |                   |                   |                   |                   |                   |          |

## Műugrás
Férfi
| Versenyző                    | Versenyszám      | Selejtező | Selejtező | Elődöntő | Elődöntő | Döntő | Döntő    |
| Versenyző                    | Versenyszám      | Pont      | Helyezés  | Pont     | Helyezés | Pont  | Helyezés |
| ---------------------------- | ---------------- | --------- | --------- | -------- | -------- | ----- | -------- |
| Im Jongmjong (Im Yong-myong) | 10 m toronyugrás |           |           |          |          |       |          |

Női
| Versenyző                                     | Versenyszám               | Selejtező | Selejtező | Elődöntő | Elődöntő | Döntő | Döntő    |
| Versenyző                                     | Versenyszám               | Pont      | Helyezés  | Pont     | Helyezés | Pont  | Helyezés |
| --------------------------------------------- | ------------------------- | --------- | --------- | -------- | -------- | ----- | -------- |
| Kim Mire (Kim Mi-rae)                         | 10 m toronyugrás          |           |           |          |          |       |          |
| Kim Mire (Kim Mi-rae) Csin Midzso (Jin Mi-jo) | 10 m szinkron toronyugrás | N/A       | N/A       | N/A      | N/A      |       |          |

## Ökölvívás
Női
| Versenyző                   | Versenyszám | Selejtező         | Nyolcaddöntő      | Negyeddöntő       | Elődöntő          | Döntő             | Helyezés |
| Versenyző                   | Versenyszám | Ellenfél Eredmény | Ellenfél Eredmény | Ellenfél Eredmény | Ellenfél Eredmény | Ellenfél Eredmény | Helyezés |
| --------------------------- | ----------- | ----------------- | ----------------- | ----------------- | ----------------- | ----------------- | -------- |
| Pang Csholmi (Pang Chol-mi) | Harmatsúly  | N/A               | Uktamova (UZB)    |                   |                   |                   |          |
| Von Ungjong (Won Un-gyong)  | Könnyűsúly  | N/A               | Heijnen (NED)     |                   |                   |                   |          |

## Torna
Női
| Versenyző                 | Versenyszám      | Selejtező | Selejtező | Döntő    | Döntő    |
| Versenyző                 | Versenyszám      | Pontszám  | Helyezés  | Pontszám | Helyezés |
| ------------------------- | ---------------- | --------- | --------- | -------- | -------- |
| An Cshangok (An Chang-ok) | Egyéni összetett |           |           |          |          |